# Mode Records (label de jazz)
Pour les articles homonymes, voir Mode et Mode Records.
Mode Records est un label discographique américain de jazz, basé à Los Angeles, en Californie. Il est fondé en 1957 par Maury Janov et Charles Weintraub.

## Histoire
En 1957, Maury Janov et Charles Weintraub fondent Mode Records qui se spécialise dans le jazz West Coast et les chanteurs de jazz. Ils engagent deux anciens de Bethlehem Records, Joe Quinn et Red Clyde, à la production. Le pianiste et arrangeur Marty Paich est le directeur artistique. La réalisation des pochettes de disques est confiée à Dave Pell.
Le label a une vie très courte, de juin à octobre 1957, mais il enregistre dans ce laps de temps un catalogue de plus d'une vingtaine d'albums avec de grands noms du jazz West Coast. On y trouve Mel Lewis, Richie Kamuca, Conte Candoli, Frank Rosolino, Buddy Collette, Herbie Mann, Stan Levey, Vince Guaraldi, Charlie Mariano, Don Fagerquist, Monty Budwig, Harry Babasin mais aussi Warne Marsh, Pepper Adams et Eddie Costa,.
Le catalogue est réédité par V.S.O.P. Records, d'abord en vinyle dans les années 1980, puis actuellement en CD.
En 2023, le label compte plus de 300 albums.